# 야마하나 사다오
야마하나 사다오(일본어: 山花 貞夫, 1936년 2월 26일~1999년 7월 14일)는 8선 중의원 의원을 역임한 일본의 정치인이다.

## 생애
도쿄도 출신으로 와세다 중학교, 와세다 고등학교를 거쳐 주오 대학 법학부 법률학과를 졸업했다. 22살 때 사법시험에 합격했고 홋타 쓰토무, 요코야마 쇼지, 이치이 준지 등과 함께 사법연수 제13기를 수료했다. 1961년에 변호사 활동을 시작했고 일본노동조합총평의회 변호단에 가입했다.
1972년 총선에 일본사회당 공천을 받아 출마했다. 아버지의 지역구인 도쿄도 제7구에 출마했지만 6위로 낙선했다. 야마하나의 득표수는 14만 표를 넘었는데 이는 같은 선거에서 최소 득표로 당선한 오부치 게이조의 4배에 가까운 표였다. 4년 뒤인 1976년 총선에는 도쿄도 제11구로 지역구를 옮겨 출마했고 당선됐다. 1978년 위원장에 취임한 아스카타 이치오의 지명으로 중앙집행위원이 되었다. 1983년 서기장 바바 노보루 경질과 함께 당직 인사가 이루어졌는데 야마하나는 홍보국장이 되었다.
1986년 도이 다카코 집행부에서 부서기장이 되었고 1991년 다나베 마코토가 위원장이 되자 서기장으로 승격했다. 1993년 전 자유민주당 부총재 가네마루 신이 도쿄 사가와큐빈 사건에 휘말려 사실상 정계를 은퇴하자 국대 정치를 통해 가네마루와 긴밀한 사이를 맺었던 다나베도 사임해야 했다. 후임 위원장은 다나베의 지명을 받은 야마하나가 무투표로 당선됐다.
취임 후 「일본과 미국 간의 상호 협력 및 안전 보장 조약」이나 자위대의 취급 등 사회당의 기본 정책을 전환하는 데 의욕을 보였다. 하지만 미야자와 내각에 대한 불신임 결의안이 의회를 통과하자 미야자와 기이치는 즉시 중의원을 해산했고 이후 실시된 총선에서 사회당은 해산 전 139석에서 선거 후 70석으로 당세가 크게 줄었다. 자민당에 대한 반감이 심했던 유권자들이 사회당이 아니라 신생당, 일본신당, 신당 사키가케를 지지해서 일어난 대참패였다.

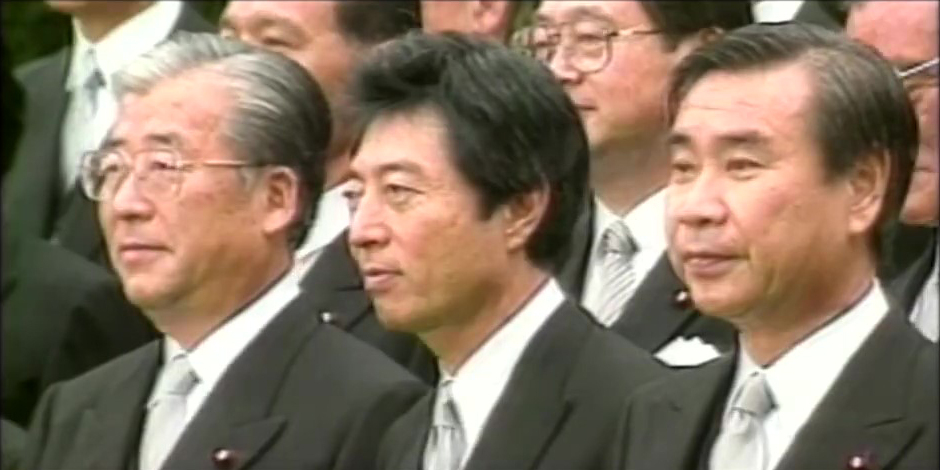
호소카와 내각 발족 당시 촬영한 사진. 왼쪽이 야마하나, 가운데가 호소카와 모리히로, 오른쪽은 하타 쓰토무다.

총선 후에 호소카와 내각이 수립되자 야마하나는 무임소 국무대신인 정치개혁담당상이 되었지만 총선 참패에 대한 책임을 지고 사회당 위원장에서 물러나야 했다. 물러나기 전에 현직 사회당 위원장으로는 처음으로 대한민국을 방문했다. 1994년 4월 호소카와 내각이 무너지자 각료에서 물러났다. 이후 하타 내각이 출범했지만 사회당은 오자와 이치로에 대한 반감으로 연립 정권에서 이탈했고 2개월 만에 자사사 연립 정권을 출범시켰다.
8월에는 사회당 우파와 중간파를 결집해 정책집단 신민주연합을 결성하고 초대 회장이 되었다. 이후 사회당의 틀을 뛰어넘어 민주·리버럴 세력을 결집하고자 신당 결성을 추진해 1995년 1월 6일 야마하나, 신진당의 가와바타 다쓰오, 민주개혁연합의 아와모리 다카시, 민주신당 클럽의 가이에다 반리 등 4명을 대표로 한 신당준비위원회를 발족시켰다. 17일에 하나야마를 포함한 중의원 의원 17명과 참의원 의원 7명이 모여 교섭단체 민주연합·민주신당 클럽을 만들고자 기존 교섭단체에 탈퇴를 신청했는데 그 날 한신·아와지 대진재가 일어났다. 신당 구상은 사실상 좌절됐고 신당준비위원회도 4월에 해산했다. 야마하나는 혼자서 5월에 사회당을 탈당했고 도이 류이치, 모토오카 쇼지 등과 함께 29일 민주 모임을 결성했다.
이 무렵 사회당 내에서도 민주·리버럴 신당 구상이 서기장 구보 와타루를 중심으로 진행되었는데 자민당의 부흥에 공헌했단 이유로 하토야마 구니오 등이 사회당 의원 일부의 민주당 합류를 거절하자 결국 남은 의원들끼리 1996년 1월 사회민주당으로 당명을 바꿨다.
1995년 12월 하나야마는 가이에다를 대표로 하여 새 정당인 시민 리그를 창당했으며 1996년 9월 민주당에 합류했다. 야마하나는 민주당 부대표가 되었다. 10월 총선에서 소선거구제 도입으로 지역구에 변화가 생겨 도쿄도 제22구에 출마했지만 사민당 호사카 노부토와 혁신 계열 표를 나눠가지는 바람에 신진당의 이토 다쓰야가 당선됐다. 다만 야마하나는 비례대표 도쿄 블럭에서 부활 당선에 성공했다. 1998년 민주당 선거대책위원장이 되었다.
1999년 7월 14일 급성 심부전으로 사망했다. 공석이 된 비례대표 의석은 시부타니 오사무가, 야마하나의 지역구는 장남 야마하나 이쿠오가 다음 총선에서 물려받았다.

## 가족 관계
아버지는 9선 중의원 의원을 지낸 야마하나 히데오인데 사회당 소속으로 국회대책위원장과 부위원장을 지냈다. 장남은 4선 중의원 의원을 지낸 야마하나 이쿠오로 민주당, 민진당, 입헌민주당 등에서 활동했다.

## 역대 선거 기록
|  | 12.3% |

|  | 19.35% |

|  | 20.76% |

|  | 18.6% |

|  | 16.04% |

|  | 16.16% |

|  | 18.08% |

|  | 14.84% |

|  | 27.14% |